# ترتل آیلندز
تورتل ایسلندس، توی توی (به لاتین: Turtle Islands, Tawi-Tawi) یک سکونتگاه مسکونی در فیلیپین است که در تاوی تاوی واقع شده‌است.

## خصوصیات
تورتل ایسلندس ۶۲٫۵۰ کیلومترمربع مساحت و ۳٬۷۷۲ نفر جمعیت دارد.